# Chálid Šiháb
Emír Chálid Nadžíb Šiháb (arabsky) خالد شهاب, (anglicky) Khaled Chehab (11. září 1886, Hasbaya, Libanon – 12. listopadu 1978) byl libanonský politik a premiér Libanonu ve dvou obdobích.

## Politická kariéra

### Ministr
Chálid Šiháb zastával v různých obdobích četné ministerské funkce : byl ministrem financí (1927– 1928), spravedlnosti (1938) a pracoval i na jiných pozicích na ministerstvech PTT (pošt, telefonů a telegrafů), vzděláváni, obchdou a průmyslu, zemědělství (1943), spravedlnosti, zahraničních věcí a dalších, všechny v období Francouzského mandátu Sýrie a Libanonu a tzv. Velkého Libanonu.

### Člen parlamentu a poslanec
V obdobích od roku 1922 do roku 1939, během francouzského mandátu, byl šetkrát členem libanonského parlamentu; většinou zastupoval sunnitský jih země. V roce 1960 byl za administrativy prezidenta Fuáda Šihába (Chehaba) zvolen na čtyřleté období poslancem za obvody Merdžajún (Marjayoun) a Hasbaya.

### Premiér
První období ve funkci předsedy vlády trvalo od 21. března 1938 do 1. listopadu 1938 během vlády prezidenta Émile Eddého v období Francouzského mandátu Sýrie a Libanonu. V samostatném Libanonu byl také prvním premiérem za vlády prezidenta Camille Šamúna (Chamouna) v období od 1. října 1952 do 30. dubna 1953. Jeho kabinet dal ženám volební právo, uskutečnil několik dalších změn ve volebním právu a také v rámci Komory zástupců, kde byl celkový počet 44 křesel přerozdělen mezi jednotlivé konfesní skupiny.